# Б'янка Ботто
Б'янка Ботто (ісп. Bianca Botto; нар. 6 червня 1991) — колишня перуанська тенісистка.
Найвищу одиночну позицію світового рейтингу — 199 місце досягла 20 квітня 2015, парну — 237 місце — 4 жовтня 2010 року.
Здобула 15 одиночних та 5 парних титулів туру ITF.

## Фінали ITF
| турніри $50,000 |
| турніри $25,000 |
| турніри $10,000 |

### Одиночний розряд: 22 (15–7)
| Результат | Ранг | Дата              | Турнір                        | Покриття | Суперниця               | Рахунок          |
| --------- | ---- | ----------------- | ----------------------------- | -------- | ----------------------- | ---------------- |
| Поразка   | 1.   | 28 вересня 2008   | ITF Серра-Негра, Бразилія     | Ґрунт    | Аранса Салут            | 4–6, 4–6         |
| Перемога  | 1.   | 19 жовтня 2008    | ITF Ліма, Перу                | Ґрунт    | Карен Кастібланко       | 6–1, 6–3         |
| Перемога  | 2.   | 2 листопада 2008  | ITF Ліма, Перу                | Ґрунт    | Юлія Самусєва           | 6–1, 6–2         |
| Поразка   | 2.   | 29 листопада 2008 | ITF Buenos Aires, Аргентина   | Ґрунт    | Ванеса Фурланетто       | 1–3 ret.         |
| Перемога  | 3.   | 29 березня 2009   | ITF Ліма, Перу                | Ґрунт    | Валентіне Конфалоньєрі  | 6–4, 6–2         |
| Перемога  | 4.   | 5 квітня 2009     | ITF Ліма, Перу                | Ґрунт    | Вероніка Сп'єхель       | 6–3, 7–6(3)      |
| Поразка   | 3.   | 21 червня 2009    | ITF Алкмар, Нідерланди        | Ґрунт    | Рішель Гогеркамп        | 6–7(5), 3–6      |
| Перемога  | 5.   | 9 травня 2010     | ITF Ріо-де-Жанейро, Бразилія  | Ґрунт    | Олівія Санчес           | 6–2, 1–6, 6–4    |
| Поразка   | 4.   | 16 травня 2010    | ITF Rio de Janeiro            | Ґрунт    | Олівія Санчес           | 4–6, 3–6         |
| Перемога  | 6.   | 11 вересня 2011   | ITF Casale Monferrato, Італія | Ґрунт    | Еріка Занкетта          | 6–2, 6–1         |
| Перемога  | 7.   | 18 вересня 2011   | ITF Mont-de-Marsan, Франція   | Ґрунт    | Лаура Торп              | 6–2, 6–4         |
| Поразка   | 5.   | 20 листопада 2011 | ITF Вінарос, Іспанія          | Ґрунт    | Анастасія Гримальська   | w/o              |
| Поразка   | 6.   | 12 лютого 2012    | ITF Бертіога, Бразилія        | Тверде   | Роксане Вайзенберг      | 1–6, 1–6         |
| Перемога  | 8.   | 19 травня 2012    | ITF Казерта, Італія           | Ґрунт    | Александра Крунич       | 6–1, 6–0         |
| Перемога  | 9.   | 3 серпня 2013     | ITF Сан-Паулу, Бразилія       | Ґрунт    | Габріела Се             | 7–6(7), 5–7, 6–2 |
| Перемога  | 10.  | 5 жовтня 2013     | ITF Асунсьйон, Парагвай       | Ґрунт    | Кароліна Себальйос      | 6–7(6), 6–2, 6–2 |
| Поразка   | 7.   | 1 червня 2014     | ITF Бол, Хорватія             | Ґрунт    | Надія Подороська        | 1–6, 7–6(6), 1–6 |
| Перемога  | 11.  | 8 червня 2014     | ITF Бол, Хорватія             | Ґрунт    | Тена Лукас              | 6–1, 6–2         |
| Перемога  | 12.  | 18 жовтня 2014    | ITF Ліма, Перу                | Ґрунт    | Каміла Джангреко Кампіс | 6–3, 6–4         |
| Перемога  | 13.  | 25 жовтня 2014    | ITF Ліма, Перу                | Ґрунт    | Констанса Веґа          | 6–3, 6–1         |
| Перемога  | 14.  | 22 листопада 2014 | Asunción Open, Парагвай       | Ґрунт    | Флоренсія Молінеро      | 6–3, 6–2         |
| Перемога  | 15.  | 6 грудня 2014     | ITF Сантьяго, Чилі            | Ґрунт    | Флоренсія Молінеро      | 3–6, 7–5, 6–1    |

### Парний розряд: 6 (5–1)
| Результат | Ранг | Дата             | Турнір                       | Покриття | Партнерка         | Суперниці                                   | Рахунок             |
| --------- | ---- | ---------------- | ---------------------------- | -------- | ----------------- | ------------------------------------------- | ------------------- |
| Перемога  | 1.   | 1 листопада 2008 | ITF Ліма, Перу               | Ґрунт    | Карен Кастібланко | Ванеса Фурланетто Андреа Коч Бенвенуто      | 6–1, 6–3            |
| Поразка   | 1.   | 4 квітня 2009    | ITF Ліма, Перу               | Ґрунт    | Наталія Гітлер    | Карла Бельтрамі Марія Ірігоєн               | 6–4, 3–6, [5–10]    |
| Перемога  | 2.   | 21 червня 2009   | ITF Алкмар, Нідерланди       | Ґрунт    | Сінді Шала        | Рішель Гогеркамп Ніколетте ван Ейтерт       | 7–6(4), 3–6, [10–2] |
| Перемога  | 3.   | 8 травня 2010    | ITF Ріо-де-Жанейро, Бразилія | Ґрунт    | Аманда Каррерас   | Марія Фернанда Альварес Теран Андрея Клепач | 3–6, 6–4, [10–8]    |
| Перемога  | 4.   | 13 квітня 2012   | ITF Помеція, Італія          | Ґрунт    | Тельяна Перейра   | Бенедетта Давато Анне Шефер                 | 7–6(3), 6–2         |
| Перемога  | 5.   | 30 травня 2014   | ITF Бол, Хорватія            | Ґрунт    | Емма Лайне        | Ленка Кунчікова Кароліна Стухла             | 6–3, 6–3            |